# Groupe Baobab
 (décembre 2015).
Si vous disposez d'ouvrages ou d'articles de référence ou si vous connaissez des sites web de qualité traitant du thème abordé ici, merci de compléter l'article en donnant les références utiles à sa vérifiabilité et en les liant à la section « Notes et références ».
Le groupe Baobab, anciennement MicroCred, est une organisation qui conçoit et commercialise des produits et des services financiers comme des produits de crédit, d’épargne, d’assurance et de transferts d’argent.
Il s’adresse en priorité aux populations n’ayant pas accès au secteur financier traditionnel et en particulier aux micro - et petits entrepreneurs. Son activité se déploie en Afrique et en Chine.

## Histoire
En 2005, la société MicroCred est créée par Arnaud Ventura (en), avec le soutien de Positive Planet et de son président Jacques Attali et la participation financière du Groupe AXA, de la Société Générale et de l’International Finance Corporation.
En juin 2006, MicroCred commence ses activités à Mexico puis en décembre de la même année MicroCred s’implante à Madagascar.
En 2007 le Groupe finalise une première augmentation de capital de 7,7 M€. La Banque Européenne d’Investissement et l’Agence Française de Développement entrent au capital de MicroCred. En septembre MicroCred commence ses activités au Sénégal. En octobre MicroCred s’installe en Chine dans la province du Sichuan et commence ses activités dans la ville de Nanchong.
Une deuxième augmentation de capital de 6,6 M€ a lieu en 2008. Les fonds ACTIAM Institutional Microﬁnance I et II de DWM funds et de DWM Income fund, dont les investissements sont gérés par la société Developing World Markets Funds (DWM), entrent au capital de MicroCred.
En 2010, MicroCred poursuit son développement en Afrique et commence ses activités au Nigeria en mars. En mai le Groupe MicroCred se désengage de MicroCred Mexico et met fin à ses activités en Amérique Latine. Au mois d’octobre, MicroCred commence ses activités en Côte d’Ivoire.
En janvier 2011, MicroCred poursuit son développement en Chine et s’implante dans la ville de Chengdu toujours dans la province du Sichuan.
En 2012, une troisième augmentation de capital de 5,1 M€ a lieu. Le fonds Danish Microfinance Partners K/S (DMP), dont les investissements sont gérés par Maj Invest Partners fait son entrée au capital du Groupe MicroCred. En septembre, MicroCred déploie ses activités au Mali.
Le Groupe MicroCred commence ses activités en Tunisie en 2014.
En juin 2015, MicroCred finalise une levée de fonds de 31,5 M€. À cette occasion l’IFU (Investment Fund for Developing Countries), une institution financière danoise dont la vocation est d’investir dans les pays en voie de développement, entre au sein de son capital.
Le Groupe MicroCred et AfricInvest Financial Sector Fund Limited ont acquis MicroKing Finance en mai 2016. La société a été renommée MicroCred Zimbabwe à l'été 2016.
MicroCred Burkina Faso commence ses activités avec l’ouverture de sa première agence le 7 septembre 2016 à Ouagadougou.
Le Groupe MicroCred poursuit son expansion en Afrique avec l’ouverture de sa première agence au République du Congo débute en mars 2017.
En 2018, le Groupe MicroCred devient le Groupe Baobab.

## Activités
Le Groupe Baobab est une organisation qui conçoit et commercialise des produits et des services financiers comme des produits de crédit, d’épargne, d’assurance et de transferts d’argent.
Il s’adresse en priorité aux populations n’ayant pas accès au secteur financier traditionnel et en particulier aux micro et petits entrepreneurs. Son activité se déploie en Afrique et en Chine.